# لوین ۲۰۷۶
سیارک ۲۰۷۶ (به انگلیسی: 2076 Levin، نامگذاری:1974WA) دو هزار و هفتاد و ششمین سیارک کشف شده‌است که در ۱۶ نوامبر ۱۹۷۴ کشف شد.
قدر مطلق سیارک برابر ۱۳٫۵۰ است.